# Lago Selawik
Lago Selawik (em inupiaque: Imaġruk) é um lago localizado aproximadamente 11 quilômetros a sudoeste da cidade de Selawik, no noroeste do Alasca, Estados Unidos. O lago possui cerca de 50 quilômetros de comprimento e está situado adjacente ao Refúgio Nacional de Vida Selvagem de Selawik e à Península de Baldwin, desaguando na Enseada de Hotham e, posteriormente, no golfo de Kotzebue.
O Lago Selawik é o terceiro maior lago do Alasca, superado apenas pelos lagos Iliamna e Becharof, e ocupa a 17.ª posição entre os maiores lagos dos Estados Unidos.

## História
O nome em língua inupiaque foi registrado pela primeira vez entre 1842 e 1844 pelo tenente Lavrenty Zagoskin, da Marinha Imperial Russa, que o grafou como Chilivik. É provável que o nome se referisse originalmente a uma tribo ou aldeia inupiate. O lago também foi identificado por volta de 1850 por uma das expedições de busca de Sir John Franklin.